# Autumn Reeser
Autumn Alicia Reeser (La Jolla, California, 21 de septiembre de 1980) es una actriz estadounidense, conocida por interpretar el personaje de Taylor Townsend en la serie de televisión The O.C., a la que se incorporó en el año 2005 durante el rodaje de la tercera temporada. La serie narra las vivencias de un grupo de adolescentes de la ciudad de Newport Beach en el condado de Orange, una de las zonas residenciales más selectas del estado de California, Autumn también personificó a Gabby Asano, novia de Danny Williams, en Hawaii Five-0.
Reeser ha participado también en series de éxito como CSI: Miami, It's Always Sunny in Philadelphia y Ghost Whisperer; y en películas como Palo Alto, donde compartió cartel con otro actor de The OC, Johnny Lewis. También ha participado en el juego Command and Conquer: Red Alert 3. En 2010, interpretó un personaje recurrente en la serie No Ordinary Family que se transmitió en Sony Entertainment TV. 
Actualmente reside en Hollywood, California.

## Filmografía

### Cine
- The Girl Next Door (2004)
- Lost Boys: The Tribe (2008)
- The Big Bang (2011)
- Peligrosamente infiltrada (2012)
- A Country Wedding (2015)
- Sully (2016)
- Valentine Ever After (Un San Valentín para siempre, 2016)
- Kill'Em All (2017) como Suzanne
- Valley of Bones (2017)
- Amor en el Menú (2019)

### Televisión
| Series de Televisión | Series de Televisión              | Series de Televisión |
| Año                  | Título                            | Personaje            |
| -------------------- | --------------------------------- | -------------------- |
| 2000                 | Star Trek: Voyager                | Alienígena           |
| 2004                 | Complete Savages                  | Ángela               |
| 2004                 | Cold Case                         | Sister Grace Ashley  |
| 2005                 | It's Always Sunny in Philadelphia | Megan                |
| 2005 - 2007          | The O.C.                          | Taylor Townsend      |
| 2007                 | Entre fantasmas                   | Sloane Alexander     |
| 2009 - 2010          | Entourage                         | Lizzy Grant          |
| 2010                 | No Ordinary Family                | Katie Andrews        |
| 2012                 | Last Resort                       | Kylie Sinclair       |
| 2013                 | Hawaii Five-0                     | Gabby Asano          |